# (35021) 1981 ER12
(35021) 1981 ER12 es un asteroide perteneciente al cinturón de asteroides, descubierto el 1 de marzo de 1981 por Schelte John Bus desde el Observatorio de Siding Spring, Nueva Gales del Sur, Australia.

## Designación y nombre
Designado provisionalmente como 1981 ER12.

## Características orbitales
1981 ER12 está situado a una distancia media del Sol de 3,090 ua, pudiendo alejarse hasta 3,379 ua y acercarse hasta 2,801 ua. Su excentricidad es 0,093 y la inclinación orbital 11,10 grados. Emplea 1984,18 días en completar una órbita alrededor del Sol.

## Características físicas
La magnitud absoluta de 1981 ER12 es 14,9. Tiene 4,108 km de diámetro y su albedo se estima en 0,138. 